# Hitra (wyspa)
Hitra – przybrzeżna wyspa norweska, położona na Morzu Norweskim, u zachodnich wybrzeży kraju, na zachód od Trondheim. Oddzielona jest od lądu na południu cieśniną Trondheimsleia, od wyspy Smola na południowym zachodzie cieśniną Ramsoyfjord, natomiast od leżącej na północy wyspy Froya cieśniną Froyfjorden. Powierzchnia 572,59 km² (8. lokata wśród największych wysp Norwegii kontynentalnej). Ma charakter nizinny, z wysokościami do 369 m n.p.m. Występuje tu kilka jezior. W części południowej i wschodniej znajdują się tereny bagienne. Większą miejscowością jest tu Sandstad.